# Jekatyerina Fjodorovna Iljina
Jekatyerina Fjodorovna Iljina (oroszul: Екатерина Фёдоровна Ильина (Togliatti, 1991. március 7. –) olimpiai bajnok orosz kézilabdázó.

## Pályafutása

### Klubcsapatokban
Iljina pályafutása alatt csak orosz csapatokban játszott, a bajnokságban előbb ezüstérmes lett a HC Lada Togliattival, majd 2015-ben már a Rosztov-Donnal megnyerte a bajnokságot és a kupát. 2009 óta rendszeresen játszik a nemzetközi kupákban, az EHF-kupában három csapattal is szerepelt, 2014-ben a Lada Togliattival meg is nyerte, majd 2015-ben a Rosztov-Donnal is döntőt játszott de azt elbukták a dán Team Tvis Holstebro ellen. A Bajnokok ligájában először 2015-ben játszott a Rosztov-Donnal, ahol miután veretlenül megnyerték a csoportkört, a negyeddöntőben a későbbi győztes CSM Bucureștitől kaptak ki. Annak ellenére, hogy így kevesebb mérkőzést játszott mint az ellenfelei, a 97 góljával második tudott lenni a góllövőlistán. 2017-ben és 2018-ban orosz bajnok, 2017-ben EHF-kupa-győztes volt a Rosztov-Donnal, míg a Bajnokok Ligájában 2018-ban a negyedik helyen zártak.
2018 júniusában sajtótájékoztató keretében jelentette be, hogy pályafutását gerincproblémái miatt nem tudja folytatni. Másfél éves rehabilitációt követően 2019 őszén a CSZKA Moszkva csapatához írt alá. 2021-ben a moszkvai csapattal is bajnokságot tudott nyerni.

### A válogatottban
Az orosz válogatottal legnagyobb sikerét a 2016-os olimpián elért győzelemmel érte el.

## Sikerei
- Olimpiai bajnok: 2016
- Orosz bajnokság győztese: 2015, 2017, 2018, 2021
- EHF-kupa győztese: 2014, 2017
  - döntős: 2015
- Baia Mare Champions Trophy, a torna álomcsapatának tagja: 2014[6]